# Liu Song
Vladarska dinastija Liu Song (kineski: 劉宋朝 / 刘宋朝, pinyin: Liú Sòng Cháo); transliteracija: Liu Song Ć'ao), poznata i kao dinastija Song (宋朝), Raniji Song (前宋), ili Južni Song (南宋) je bila kineska dinastija koja je vladala južnom Kinom od 420. do 479. godine i koja je poznata kao prva od Južnih dinastija. 

## Povijest
Dinastiju je 420. godine osnovao Liu Yu, general i regent u službi dotadašnje dinastije Jin, nakon što je svrgnuo njenog posljednjeg cara Gonga. Dinastiji je dao ime Song (宋), ali je današnji povjesničari nazivaju Liu Song kako bi je razlikovali od kasnije i daleko poznatije istoimene dinastije koja je vladala južnom Kinom od 10. do 13. stoljeća. 
Liu Yu je potjecao iz izuzetno skromne i siromašne obitelji, ali je nedostatak obrazovanja i društvenih veza nadoknadio velikom hrabrošću i vojničkim vještinama koje je u mladosti stavio na raspolaganje dinastiji Jin. Godine 404., postao je jednim od vođa pobune kojim je nakon jednogodišnje vlasti s prijestolja srušen uzurpator Huan Xuan. Liu Yu je nakon toga postao regent te je poduzeo niz pohoda u kojima su uništene sjeverne države Kasniji Yan i Kasniji Qin, a mnoge druge dotada nezavisne Wu Hu države na sjeveru Kine stavljene u vazalni odnos prema dinastiji Jin. Tako je značajno proširio teritorij pod vlašću južnokineskih vladara, te uspostavio Huang Ho kao granicu sa sjevernim Wu Hu državama, uključujući i Sjeverni Wei. Liu Yu je time stekao i politički kapital koga je konačno iskoristio kako bi 420. god. cara Gonga natjerao da mu prepusti prijestolje, okončavši tako dinastiju Jin i uspostavivši vlastitu dinastiju Song. Nakon toga je vladao relativno kratko, samo dvije godine. Nakon smrti je naslijedo sin car Shao od Liu Songa.
Pod njegovim nasljednikom Wenom (424. – 453.) dinastija Liu Song je doživjela svoj vrhunac, u dugotrajnom razdoblje mira, stabilnosti i naprjedka poznatu kao era Yuanjia. Sukobi sa Sjevernim Weijem, zbog kojih se granica pomagla na jug do rijeke Huai, kao i niz nesposobnih i tiranskih dinastijskim spletkama sklonih Wenovih nasljednika je oslabilo dinastiju Liu Song, što je 479. godine iskoristio general Xiao Daocheng koji je svrgnuo cara Shuna, te osnovao vlastitu dinastiju Južni Qi.

## Vladari dinastije Liu Song
| Postumno ime ( Shi Hao 諡號)                                                     | Hramsko ime                   | Prezime                        | Razdoblje vladavine | Prijestolno ime (Nian Hao 年號) i odgovarajuće godine trajanja        |
| -------------------------------------------------------------------------------- | ----------------------------- | ------------------------------ | ------------------- | --------------------------------------------------------------------- |
| Konvencionalno: Liu ili Nan Song (prezime) + postumno ime + “di” (carska titula) |                               |                                |                     |                                                                       |
| Wu, kineski: 武, pinyin: wǔ                                                      | Gaozu, 高祖                   | Liu Yu, 劉裕, liú yù           | 420–422             | Yongchu (永初 yǒng chū) 420. – 422.                                   |
| Shao, 少, shaò                                                                   |                               | Liu Yifu\|劉義符 liú yì fú     | 423. – 424.         | Jingping (景平 jǐng píng) 423. – 424.                                 |
| Wen, 文, wén                                                                     | Taizu 太祖 ili Zhongzong 中宗 | Liu Yilong\|劉義隆 liú yì lóng | 424. – 453.         | Yuanjia (元嘉 yuán jiā) 424. – 453.                                   |
| Yuanxiong, 元凶                                                                  |                               | Liu Shao\|劉劭 liú shào        | 453.                | Taichu (太初 taì chū) 453.                                            |
| Xiaowu, 孝武, xiaò wǔ                                                            | Shizu 世祖                    | Liu Jun\|劉駿 liú jùn          | 453. – 464.         | Xiaojian (孝建 xiaō jiàn) 454. – 456. Daming (大明 dà míng) 457.–464. |
| (Qian) Fei, (前)廢, qián feì                                                     |                               | Liu Ziye\|劉子業 liú zǐ yè     | 465.                | Yongguang (永光 yǒng guāng) 465. Jinghe (景和 jǐng hé) 465.           |
| Ming, 明, míng                                                                   | Taizong 太宗                  | Liu Yu\|劉彧 liú yù            | 465.–472            | Taishi (泰始 taì shǐ) 465. – 471. Taiyu (泰豫 taì yù) 472.            |
| (Hou) Fei, (後)廢, (hoù) feì od Cangwua wang 蒼梧王, cāng wú wáng                |                               | Liu Yu\|劉昱 liú yù            | 473. – 477.         | Yuanhui (元徽 yuán huī) 473. – 477.                                   |
| Shun, 順, shùn                                                                   |                               | Liu Zhun\|劉準 liú zhǔn        | 477. – 479.         | Shengming (昇明 shēng míng) 477. – 479.                               |

## Poveznice
- Xie Lingyun, pjesnik iz vremena dinastije
- Zu Chongzhi, matematičar i astronom iz vrmena dinastije

## Vanjske poveznice
- History of China:  A good collection of information on Chinese history  Arhivirana inačica izvorne stranice od 22. travnja 2017. (Wayback Machine) (engl.)